# Таттва-самаса
«Таттва-самаса» (санскр. Tatva-sâmâsa — соединение истинных принципов, система истины) — один из трактатов индийской философской школы санкхья, возникший не позднее начала XVI века и приписываемый основателю школы — Капиле.
Этот небольшой трактат состоит из 22 (25) параграфов (сутр) и заключает в себе всего 54 слова. Сжатость его в связи со своеобразностью терминологии вызвала несколько комментариев к нему. По заглавиям их известно пять. Один из них («Санкхья-крама-дипика») был издан в труде Джеймса Балантайна: «Лекции по философии санкхьи» (Мирзапур, 1850).